# استان جنوبی (بحرین)
استان جنوبیه (به عربی:  المحافظة الجنوبیة )، یکی از استان‌های پنجگانهٔ کشور پادشاهی بحرین است.پیست صخیر در این استان قرار دارد

## جغرافیا
این استان در جنوب کشور پادشاهی بحرین واقع شده‌است، و یکی بزرگ‌ترین و پهناورترین استان‌های این کشور به شمار می‌آید،
مساحت استان جنوبیه در حدود ۴۳۴٫۸ کیلومتر مربع است، که ۵۹٬۷٪ از خاک این کشور در بر می‌گیرد.

## جمعیت
جمعیت این استان در حدود ۴۴٬۷۶۴ نفر است که در ۶۶ واحد مسکونی زندگی می‌کنند.

## شهرها و روستاها
شهرها و دهستان‌ها و روستاهای استان جنوبیه عبارتد از:
- قسمتی از شهر رفاع شرقی.
- قسمتی از شهر رفاع غربی.
- سافرة
- عوالی
- عسکر
- برصخیر
- کوه دخان
- جو
- الدور
- الزلاق
- اسکان القوة (الزرقاء)